# Skinless
Skinless (också känd som Gorebag) är ett amerikanskt death metal-band, grundat 1992 av Ryan Wade och Noah Carpenter. Bandet har hittills (2016) släppt fem fullängdsalbum.

## Medlemmar
Nuvarande medlemmar
- Noah Carpenter – gitarr (1992–2011, 2013–)
- Sherwood "Thunder Wheel" Webber IV – sång (1994–2004, 2010–2011, 2013–)
- Joe Keyser – basgitarr (1997–2011, 2013–)
- Bob Beaulac – trummor (1997–2002, 2003–2011, 2013–)
- Dave Matthews – gitarr (2013–)

Tidigare medlemmar
- Ted Monsour – basgitarr (1992–1994)
- Dan Bell – sång (1992)
- Mike Levy – sång (1992–1994)
- Ryan Wade – sång, trummor (1992–1996)
- Jeff Vanloan – basgitarr (1993)
- Martin Oprencak – sång (1994)
- Adam Lewis – basgitarr (1995–1997)
- George Torres – trummor (2002)
- John Longstreth – trummor (2003)
- Jason Keyser – sång (2004–2009)

Turnerande medlemmar
- Vinny Spaglianelli – sampling (1998–2014)
- Chris Mahar – trummor (2006–2009)

Tidslinje

## Diskografi
Demo
- Demo 1 (1994)
- Swollen Heaps (1995)

Studioalbum
- Progression Towards Evil (1998)
- Foreshadowing Our Demise (2001)
- From Sacrifice to Survival (2003)
- Trample the Weak, Hurdle the Dead (2006)
- Only the Ruthless Remain (2015)
- Savagery (2018)

EP
- Miscreant (2002)

Samlingsalbum
- Regression Towards Evil: 1994–1998 (2007)

Video
- Buzzed & Brutal (2000)
- Skinflick (2004)

Annat
- Cold Still Earth (1996, delad album: Skinless / Regurgitation / Deaden / Shredded Corpse / Umbilical Strangulation / Inhuman)
- Common Ground - A Compilation of Upstate NY's Hardest (1997, delad album: Skinless / Straight Jacket / End of Line)
- Maledictive Pigs / Skinless (2001, delad 7" vinyl)